# Parascythris muelleri
Parascythris muelleri är en fjärilsart som beskrevs av Josef Johann Mann 1871. Parascythris muelleri ingår som enda art i släktet Parascythris och familjen Fältmalar, Scythrididae. Inga underarter finns listade i Catalogue of Life.